# Döden spelar falskt
Döden spelar falskt, även Diamantfeber (engelsk originaltitel Diamonds Are Forever), är den fjärde av romanerna om agenten James Bond, skrivna av Ian Fleming. Boken kom ut på engelska första gången 1956, och filmades som Diamantfeber med Sean Connery 1971.

## Handling
Efter den välbehövliga semestern efter Attentat-äventyret, skickar M James Bond att infiltrera en diamantsmugglings-operation från Afrika till Amerika. Han tar rollen som smugglaren Peter Franks och träffar mellanhanden Tiffany Case. Hon leder honom till gänget "The Spangled Mob", som leds av bröderna Spang och har mördarna Mr. Wint och Mr. Kidd som gängmedlemmar, bland andra. 
Bond smugglar diamanterna, och leds från New York till Las Vegas där Bond konfronteras med hästsporten, ända till spökstaden Spectreville. Han får så småningom höra talas om den mystiska ABC som inte ens Tiffany Case vet vem det är. Och när han väl inser sanningen blir han fångad av Wint och Kidd.

## Karaktärer (i urval)
- James Bond – brittisk agent.
- Jack Spang
- Seraffimo Spang
- Tiffany Case
- M – chef för MI6.
- Mr. Wint – torped, jobbar för Spang bröderna.
- Mr. Kidd – torped, jobbar för Spang bröderna.
- Felix Leiter – vän till Bond, tidigare CIA men jobbar nu för Pinkertons detektivbyrå.

## Serieversion
Mellan augusti 1959 och januari 1960 gavs Döden spelar falskt ut som tecknad serie i tidningen Daily Express. Romanen adapterades av Henry Gammidge och ritades av John McLusky. Serien har senare återpublicerats i såväl album som den svenska tidningen James Bond Agent 007.